# Куконваара
Ку́конваара (фин. Kukonvaara) — посёлок в составе Кааламского сельского поселения Сортавальского района Республики Карелия.

## Общие сведения
Расположен на автодороге Сортавала—Вяртсиля, вблизи государственной границы с Финляндией.

## Население
| 2002 | 2009 | 2010 | 2013 |
| ---- | ---- | ---- | ---- |
| 7    | ↘5   | ↘0   | →0   |